# 柴新建
柴新建（1963年—），陕西西安人，汉族，中华人民共和国政治人物、第十一届全国人民代表大会江苏地区代表。

## 生平
毕业于法国洛林理工学院力学和能量学专业，是中共党员。担任江苏无锡小天鹅 (公司)总经理。2008年起担任全国人大代表。